# Yelena Oblova
Yelena Alexándrovna Oblova –en ruso, Елена Александровна Облова– (Kolomna, URSS, 18 de abril de 1988) es una deportista rusa que compitió en vela en la clase Elliott 6m.
Ganó una medalla de plata en el Campeonato Europeo de Elliott 6m de 2011. Participó en los Juegos Olímpicos de Londres 2012, ocupando el cuarto lugar en la clase Elliott 6m.

## Palmarés internacional
| \| Campeonato Europeo \| Campeonato Europeo \| Campeonato Europeo \| Campeonato Europeo \| \| Año \| Lugar \| Medalla \| Clase \| \| ------------------ \| -------------------- \| ------------------ \| ------------------ \| \| 2011 \| Helsinki (Finlandia) \| Medalla de plata \| Elliott 6m \| |                      |                  |            |
| Campeonato Europeo |                      |                  |            |
| Año | Lugar                | Medalla          | Clase      |
| 2011 | Helsinki (Finlandia) | Medalla de plata | Elliott 6m |